# ال.بی.جی
ال. بی. جِی (انگلیسی: LBJ) فیلمی در ژانر زندگینامه‌ای به کارگردانی راب رینر است که در سال ۲۰۱۶ منتشر شد. این فیلم به ماجرای ریاست جمهوری لیندون بی جانسون پس از ترور جان اف کندی می‌پردازد.

## بازیگران
- وودی هارلسون
- ریچارد جنکینز
- بیل پولمن
- جنیفر جیسن لی
- جفری داناوان
- مایکل ماسلی